# Botanda
Botanda es un cultivar de higuera de tipo higo común Ficus carica, bífera (dos cosechas) higos de epidermis con color de fondo verde hierba brillante con sobre color verde más suave. Se cultiva en la colección de higueras de Montserrat Pons i Boscana en Llucmajor, Islas Baleares.

## Sinonimia
- „Botera“,[4][6][7]

## Historia
Actualmente la cultiva en su colección de higueras baleares Montserrat Pons i Boscana, rescatada de un ejemplar o higuera madre localizada en  Palma, en la casa particular de un familiar de Biel Borrell, que estuvo trabajando durante un tiempo como podador en la finca de la colección de higueras, y que le atrajo el gran tamaño de sus frutos.
La variedad 'Botanda' parece ser originaria de Porreras donde era   conocida. Su nombre puede ser debido a las dificultades de maduración de sus higos.

## Características
La higuera 'Botanda' es una variedad bífera (dos cosechas, brevas e higos) de tipo higo común. Árbol de buen desarrollo, vigorosidad entre media y alta, de ramaje claro con gran presencia de brotes nodales en el tronco y ramas rimarias. Sus hojas son de 3 lóbulos mayoritariamente, menos de 5 lóbulos y pocas de 1 lóbulo. Sus hojas con dientes presentes ondulados poco marcados, ángulo peciolar obtuso. 'Botanda' tiene desprendimiento muy poco, y un rendimiento productivo alto y periodo de cosecha medio. La yema apical cónica de color verde amarillento.
Los frutos 'Botanda' son brevas con forma difícil de definir (entre piriforme y esférica) a menudo asimétrica y los higos casi todos piriformes de un tamaño promedio de longitud x anchura:52 x 73 mm, que presentan unos frutos grandes de unos 84,330 gramos en promedio, de epidermis con consistencia blanda, grosor de la piel delgado muy fino, con color de fondo verde hierba brillante con sobre color verde más suave. Ostiolo de 5 a 7 mm con escamas grandes rosadas. Pedúnculo de 1 a 2 mm cilíndrico verde claro. Grietas ausentes. Costillas prominentes. Con un ºBrix (grado de azúcar) de 17 de sabor poco dulce aguanozo, con color de la pulpa rosado pálido. Con cavidad interna grande, con aquenios pequeños muy abundantes. Son de un inicio de maduración en las brevas sobre el 25 de junio y en los higos sobre el 10 de agosto al 24 de septiembre. De rendimiento por árbol alto y periodo de cosecha de medio a prolongado.
Se usa como higos frescos y en seco para ganado porcino y ovino. Tienen fácil abscisión del pedúnculo y buena facilidad de pelado. Los higos son de gran tamaño vistosos y llamativos pero al final de la maduración se vuelven aguanozos.  Son muy sensibles a las lluvias, y poco resistente al transporte. Medianamente resistentes a la apertura del ostiolo, y poco sensibles al desprendimiento.

## Cultivo
'Botanda', se utilizan higos frescos y secos para el ganado. Se está tratando de recuperar de ejemplares cultivados en la colección de higueras baleares de Montserrat Pons i Boscana en Llucmajor.